# 普里布扎內 (尼古拉耶夫州)
47°31′38″N 31°19′51″E / 47.52722°N 31.33083°E
普里布扎內（烏克蘭語：Прибужани）是烏克蘭南部的尼古拉耶夫州的村莊，由沃茲涅先斯克區負責管轄，始建於1753年，面積1.58平方公里，海拔高度45米，2001年人口为2,013，人口密度每平方公里1,278.1人。